# Frank Stanton
Frank Nicholas Stanton (20 de março de 1908 - 24 de dezembro de 2006) foi um executivo de televisão estadunidense que atuou como presidente da CBS entre 1946 e 1972 e depois como vice-presidente até 1973. Ele também atuou como presidente da RAND Corporation a partir de 1961 até 1967.

## Biografia

### Infância
Frank Nicholas Stanton nasceu em 20 de março de 1908, em Muskegon, Michigan, o mais velho de dois filhos de Frank Cooper Stanton, um professor de mecânica e marcenaria, e de Helen Schmidt. Após a mudança de sua família para Dayton, Ohio, quando ele era garoto, Frank aprendeu eletrônica na bancada de seu pai.
O jovem Frank se especializou em zoologia e psicologia na Universidade de Wesleyan em Ohio, formando-se em 1930 e visando a tornar-se um médico. Mas achando a faculdade de medicina cara demais, ele aceitou uma bolsa para estudar psicologia pela Estadual de Ohio, onde se formou em 1932. Um ano antes, ele se casou com Ruth Stephenson, que conheceu na escola dominical quando ambos tinham 14 anos.

### Carreira na CBS
Enquanto buscava um doutorado, estudando formas de medir a audiência de massa do rádio, ele inventou um precursor do audímetro da Nielsen. O aparelho podia ser instalado dentro de um aparelho de rádio para registrar que programas os ouvintes estavam sintonizando. Paul Kersten, um executivo da CBS, ficou tão impressionado com o projeto que acabou oferecendo um emprego de US$ 55 por semana para Stanton em seu departamento de pesquisa, composto de dois homens. 
A pesquisa de Stanton dos hábitos dos ouvintes de rádio era tão sofisticada que a CBS começou a usá-la para atrair anunciantes e segmentos da audiência, para selecionar programas e determinar seu conteúdo, assim como para persuadir executivos de rádio a trocar suas afiliadas da NBC para a CBS.
Notando que uma emissora da CBS podia melhorar sua audiência transmitindo programas semelhantes um após o outro, Stanton persuadiu a rede a adotar a prática. A programação em bloco acabou se tornando norma no setor.
Stanton permaneceu na rede durante a Segunda Guerra Mundial ao mesmo tempo em que servia como consultor do secretário de Guerra, do Escritório de Informação de Guerra e do Escritório de Fatos e Números. Em 1945 ele se tornou vice-presidente e gerente-geral da CBS. A presidência da rede lhe foi oferecida com o retorno de William S. Paley da Europa, onde serviu como coronel do Exército no Escritório de Informação de Guerra. 
Stanton estava considerando deixar a CBS para se tornar sócio em uma empresa de pesquisa de opinião com George Gallup e Elmo Roper, que acabaram se tornando gigantes no campo. Mas ele aceitou a oferta de Paley e, em 1946, tornou-se presidente da CBS aos 38 anos.
Como presidente, Stanton reorganizou a CBS em divisões diferentes para rádio, televisão e laboratórios. Programação e entretenimento eram domínio de Paley, apesar de Stanton ter sido responsável pela transferência do maior astro do rádio da CBS nos anos 40, Arthur Godfrey, para a televisão e por arriscar com um humorista com problemas de alcoolismo, Jackie Gleason. Um projeto de Stanton que foi aclamado pela crítica, o teleteatro Playhouse 90, foi cancelado por Pailey quando sua audiência despencou.
Como presidente da rede, Stanton concentrava-se atentamente na poderosa divisão de jornalismo. Ele criou um conselho executivo de revisão para manter uma política para a separação da editorialização e das políticas para notícias. Ele combinou os departamentos de notícias e assuntos públicos. Ele aumentou o orçamento do departamento de notícias e no final prolongou o noticiário noturno de 15 para 30 minutos. Ele criou o programa semanal de notícias investigativas e documentários CBS Reports.
Stanton via a diversificação como necessária para o crescimento da CBS. Sob seu comando, a rede começou a adquirir empresas, a publicar revistas e livros, produzir espetáculos na Broadway, incluindo o grande sucesso My Fair Lady, e comprou o time de beisebol do New York Yankees.
Stanton supervisionou o desenvolvimento do símbolo mais famoso da rede, o olho da CBS, desenhado por William Golden. E foi o principal responsável por conduzir à criação da sede da CBS, o arranha-céu de Manhattan conhecido como "Black Rock". 
Com a proximidade da eleição presidencial de 1960, Stanton persuadiu o Congresso a suspender o artigo de "tempo igual" na Lei Federal de Comunicações. Isto possibilitou às emissoras a transmissão dos debates entre o candidato democrata, John F. Kennedy, e seu adversário republicano, o vice-presidente Richard M. Nixon, sem a inclusão dos candidatos dos partidos pequenos. Os debates sinalizaram a chegada da televisão como força dominante na política presidencial.
Por anos como presidente, Stanton acreditava que seria promovido como executivo-chefe da CBS quando Paley atingiu a idade de 65 anos em 1966. De fato, Stanton estava tão convencido que rejeitou a oportunidade de se tornar reitor da Universidade da Califórnia e recusou as ofertas do presidente Johnson para torná-lo secretário da Saúde, Educação e Bem-Estar Social ou subsecretário de Estado.
Mas Paley permaneceu como executivo-chefe além de sua idade de aposentadoria, e o relacionamento entre os dois nunca mais foi o mesmo. Em 1967, Stanton assinou um novo contrato, que exigia sua renúncia como presidente em 1971 para se tornar vice-presidente e permanecer no cargo até sua aposentadoria, aos 65 anos, em 1973.
Após sua aposentadoria, Stanton foi presidente e diretor operacional chefe da Cruz Vermelha Nacional Americana por seis anos. Ele serviu nos conselhos diretores da Fundação Rockefeller, da Instituição Carnegie, Instituto de Pesquisa de Stanford e do Lincoln Center. Ele também foi o primeiro não formado em Harvard no século XX a servir no conselho da Universidade de Harvard, e passou grande parte do restante de sua vida em Cambridge, Massachusetts, trabalhando em projetos para Harvard. Ele foi membro do conselho diretor da CBS até atingir a idade de aposentadoria em 1978, e então se tornou um consultor com alto salário até 1987, apesar de raramente ser consultado.

### Morte
Stanton morreu na madrugada de 24 de dezembro de 2006, em sua casa em Boston.